# Bob Holden
Robert Lee Holden Jr. (né le 24 août 1949) est un homme politique américain. Il est le gouverneur démocrate de l'État de Missouri de janvier 2001 à janvier 2005. Il échoue aux primaires démocrates pour se représenter en novembre 2004.